# Caroline Berkenbosch
Caroline Berkenbosch (Bussum, 1968) is een Nederlands componiste.

## Opleiding
Aanvankelijk volgde Berkenbosch een theateropleiding en studeerde ze korte tijd aan de Toneelschool van Amsterdam. In 1990 stapte ze over naar het Utrechts Conservatorium waar ze studeerde bij Henk Alkema. Van 1994 tot 1996 studeerde ze aan het Koninklijk Conservatorium in Den Haag bij Louis Andriessen. Haar aandacht ging met name uit naar het schrijven van werken voor orkest. Berkenbosch is getrouwd en woont en werkt in Gouda.

## Composities
- Druk (1995), voor piano, tuba, viool, altviool en cello, uitgevoerd tijdens de Gaudeamus Muziekweek 1996
- Monument 2 (1997), uitgekozen door de jury van het Project Jonge Componisten en in 1997 uitgevoerd in de Beurs van Berlage in Amsterdam door het Nederlands Balletorkest o.l.v. Zsolt Nagy
- Monument 5 voor symfonieorkest, nog niet uitgevoerd, 1997
- Monument 11, voor symfonieorkest, geschreven voor het Nederlands Studenten Orkest o.l.v. Roland Kieft, tournee 2000
- Monument 16 (1998), voor het Doelenensemble
- Monument 21, voor het Utrechts Blazers Ensemble en het strijkorkest Zoroaster onder leiding van Otto Tausk in Muziekcentrum Vredenburg in 2000.
- Wiegelied (2003, geschreven samen met Pipilotti Rist)
- Monument 35, uitgevoerd door Orkest de Volharding in 2004
- Monument 36, voor symfonieorkest, nog niet uitgevoerd, 2006
- Monument 37, uitgevoerd door Ives Ensemble in 2007

## Prijzen en onderscheidingen
Berkenbosch ontving de NOG Stimuleringsprijs voor haar werk Monument 2.

## Bron en externe link
- Pagina Caroline Berkenbosch op de website van Donemus

- Gemeinsame Normdatei: 128880910
- International Standard Name Identifier: 0000 0003 7422 0498
- Library of Congress Control Number: n2001078679
- Virtual International Authority File: 75662436
- WorldCat: E39PBJyxg7R6pMtJQw9PXvy68C